# مسجد أرطغرل غازي
مسجد أرطغرل غازي (بالتركية: Ertuğrul Gazi Camii)‏ ويسمى أيضا مسجد أزادي. يقع المسجد في مدينة عشق آباد عاصمة تركمانستان، وافتُتح عام 1998.

## البناء
بني المسجد لتكريم اسم أرطغرل غازي والد عثمان بن أرطغرل مؤسس الدولة العثمانية.
بُني المسجد في بدايات العقد الأخير من القرن العشرين وافتُتح عام 1998، وهو أحد أوائل المساجد التي بُنيت بعد حصول تركمانستان على استقلالها عام 1990م.
عند البدء في إنشاء المسجد، اقترحت السلطات التركمانية إطلاق اسم «سليمان ديميريل» عليه نظرا للدعم الذي قدمه، ولكن وقع الاختيار في النهاية على اسم "أرطغرل"، الأب المشترك بين الأتراك والتركمان.

## عمارة المسجد
يُعد المسجد معلما بارزا في مدينة عشق أباد، وقد بُنى على طراز العمارة العثمانية:
- للمسجد أربعة مآذن وقبّة مركزية.
- للمسجد ديكور داخلي فخم مع نوافذ زجاجية ملونة.
- المسجد الأبيض الرخامي يشابه جامع السلطان أحمد في اسطنبول.
- يستوعب المسجد 5000 مصلٍ في وقت واحد.
- حصل العديد من حوادث الوفيات أثناء بناء الأجزاء الزجاجية من المسجد.[3]

## وصلات خارجية
- موقع مسجد ارطغرل الغازي على الخريطة.
- ألبوم صور مسجد ارطغرل الغازي.